# Papiro 4

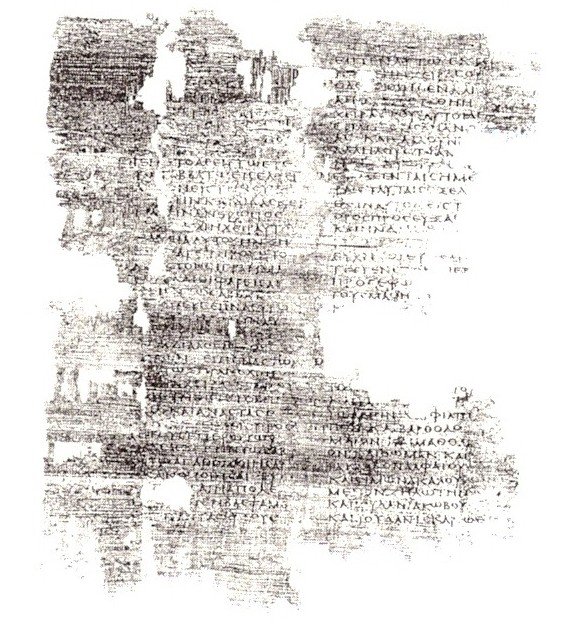

Papyrus 4 ({\displaystyle {\mathfrak {P}}}4, parte do Suppl. Gr. 1120) é uma antigo papiro do Novo Testamento que contém o Evangelho de Lucas. Foi escrito em grego.